# Glenstrup-stenen 2
Glenstrup-stenen 2 er en runesten, fundet i Glenstrup i 1877. Runerne blev opdaget efter at stenen var flyttet fra "ødekirken" i Handest og anbragt som hjørnesten i et tørvehus. Den blev udtaget i 1881 og opstillet ved landevejen. Nu står den i Glenstrup kirkes våbenhus. Glenstrup 2 er fundet i det område af Danmark, hvor der er rejst flest runesten i den sene vikingetid omkring 970-1020 e.Kr., nemlig i området mellem Randers, Hobro og Viborg. Her er rejst omkring 30 runesten. Glenstrup ligger lidt syd for Hobro, og nogle af de nærmestliggende runesten er Vester Tørslev-stenen og Svenstrup-stenen.

## Indskrift
| Translitteration | Side A tuki : sati : stin : þąnsi : iftiR : ufla : faþur : sin : harþa : ku Side B þan : þign : |
| Transskription   | Tōki satti stēn þannsi æftiR Ūflā/Ȳfla, faður sinn, harða gōðan þegn.                           |
| Oversættelse     | Toke satte denne sten efter Uflå (eller Yfle?), en meget god thegn.                             |

Indskriften er ordnet i konturordning og begynder i nederste venstre hjørne. Den afsluttes på smalsiden med ordet 'thegn'. Samme ord har en stungen k-rune. På bagsiden af stenen ses en lodret figurfremstilling af en hjort og en hind. Toke er et af de mest almindelige mandsnavne i vikingetiden og kendes fra ikke mindre end 26 runesten i Danmark og Skåne. Navnet på den afdøde er enten adj. 'flāR' falsk med negativpræfiks, "den u-falske", eller et ellers ukendt Ȳfli "lille ugle" af fuglebetegnelsen 'ūfR'. 